# In mezzo al mondo
In mezzo al mondo è un singolo del cantautore italiano Biagio Antonacci, pubblicato il 29 settembre 2017 come primo estratto dal quattordicesimo album in studio Dediche e manie.

## Tracce
1. In mezzo al mondo – 3:45